# Велика црква
„Велика црква” (лат. ecclesia magna) израз је који се користи у историографији раног хришћанства за период од око 180. до 313. године н. е, између периода између првобитног хришћанства и периода легализације хришћанске религије у Римском царству, што приближно одговара ономе што се сматра преникејским периодом. Период Велике цркве је назив добио због бројчаног раста вјерника, уставног развија и интензивне теолошке активности.
Дефинисана је и као црква коју су заступали Игњатије Антиохијски, Иринеј Лионски, Кипријан Картагински и Ориген Александријски, а окарактерисана је као институција која посједује јединствено учење и заједништво над и против подјела секти, као што су гностицизам и јерес.
До почетка 4. вијека, Велика црква или, како су је још назива, католична (тј. саборна) црква, већ је окупљала око 15% становништва Римског царства и била је, бројчано и структурно, спремна за своју улогу царске цркве, а 380. постала је државна црква Римског царства. Међутим, било би погрешно пренаглашавати нове спољашњости Цркве на рачун историјског континуитета. То је и даље била иста Црква.
Православна црква тврди да има непрекидни континуитет Велике цркве, јер је Велика црква у античком добу (велики дио 1. миленијума) обухватала с једне стране источни православни свијет) и, с друге стране, западну Католичка црква, на челу које се налази архијереј Римске цркве.
Према католиком виђењу историје хришћанске теологије, Велика црква постојала је од времена апостола до данас на Западу, а сви епископи који су остали у заједници са римским епископом чинили су њени хијерархију; или како је то сама Католичка црква изразила „Та Црква, у овом свијету установљена и уређена као друштво, постоји у Католичкој цркви којом управљају Петров насљедник и епископи с њим у заједништву, премда се и изван њеног устројства налазе многи елементи посвећења и истине који, као дарови својствени Христовој цркви, снажно подстичу на католичко јединство”.
(Нису приказане неникејске, антитринитаријане и неке ресторационе деноминације.)